# اتیل‌دیی‌کلروآرسین
اتیل‌دیی‌کلروآرسین (به انگلیسی: Ethyldichloroarsine) با فرمول شیمیایی C۲H۵AsCl۲ یک ترکیب شیمیایی است. که جرم مولی آن ۱۷۴٫۸۸۹۳ g/mol می‌باشد. 